# Grå mannen

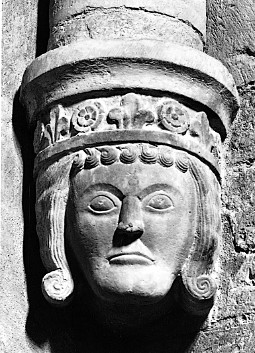
Enligt en del ska Grå mannen vara vålnaden efter Birger Jarl. Bildstod i Varnhems kyrka i Västergötland.

Grå mannen eller Grå gubben är en vålnad som sägs spöka på Stockholms slott. Vålnaden påstås vara det äldsta spöket på slottet och ska enligt vissa källor härstamma från medeltiden. Grå mannen ska enligt uppgift hålla till under norra längan, där resterna av de gamla fångvalven finns. Han beskrivs av vittnen som en liten man, klädd i gammaldags kappa med huva. En del menar att gestalten är vålnaden efter det ursprungliga slottets grundare Birger Jarl.